# Chesnee
Chesnee – miasto w Stanach Zjednoczonych, w stanie Karolina Południowa, w hrabstwie Cherokee.